# Tappe a cronometro del Giro d'Italia
La lista delle tappe a cronometro del Giro d'Italia propone, per ogni edizione della "Corsa Rosa" di ciclismo su strada, le tappe svolte con questa particolare tipologia di gara. 
La prima corsa a cronometro vi fu nell'edizione del 1933, con un percorso di 62 chilometri da Bologna a Ferrara, che tra l'altro fu la prima in assoluto per i professionisti. Da allora sono state disputate varie tipologie di cronometro: individuale, a squadre, prologo, a coppie, staffetta.

## Lista delle tappe a cronometro
| Edizione | Tappa                       | Sede di partenza         | Sede di arrivo      | Tipologia      | km                               | Vincitore di tappa                | Leader cl. generale al termine della tappa |
| -------- | --------------------------- | ------------------------ | ------------------- | -------------- | -------------------------------- | --------------------------------- | ------------------------------------------ |
| 1909     | Nessuna cronometro          |                          |                     |                |                                  |                                   |                                            |
| 1910     |                             |                          |                     |                |                                  |                                   |                                            |
| 1911     |                             |                          |                     |                |                                  |                                   |                                            |
| 1912     |                             |                          |                     |                |                                  |                                   |                                            |
| 1913     |                             |                          |                     |                |                                  |                                   |                                            |
| 1914     |                             |                          |                     |                |                                  |                                   |                                            |
| 1919     |                             |                          |                     |                |                                  |                                   |                                            |
| 1920     |                             |                          |                     |                |                                  |                                   |                                            |
| 1921     |                             |                          |                     |                |                                  |                                   |                                            |
| 1922     |                             |                          |                     |                |                                  |                                   |                                            |
| 1923     |                             |                          |                     |                |                                  |                                   |                                            |
| 1924     |                             |                          |                     |                |                                  |                                   |                                            |
| 1925     |                             |                          |                     |                |                                  |                                   |                                            |
| 1926     |                             |                          |                     |                |                                  |                                   |                                            |
| 1927     |                             |                          |                     |                |                                  |                                   |                                            |
| 1928     |                             |                          |                     |                |                                  |                                   |                                            |
| 1929     |                             |                          |                     |                |                                  |                                   |                                            |
| 1930     |                             |                          |                     |                |                                  |                                   |                                            |
| 1931     |                             |                          |                     |                |                                  |                                   |                                            |
| 1932     |                             |                          |                     |                |                                  |                                   |                                            |
| 1933     | 13ª                         | Bologna                  | Ferrara             | Individuale    | 62                               | Alfredo Binda                     | Alfredo Binda                              |
| 1934     | 4ª                          | Livorno                  | Pisa                | Individuale    | 45                               | Learco Guerra                     | Learco Guerra                              |
| 14ª      | Bologna                     | Ferrara                  | Individuale         | 59             | Learco Guerra                    | Learco Guerra                     |                                            |
| 1935     | 5ª-1ª                       | Cesena                   | Riccione            | Individuale    | 35                               | Giuseppe Olmo                     | Giuseppe Olmo                              |
| 13ª-2ª   | Lucca                       | Viareggio                | Individuale         | 55             | Maurice Archambaud               | Vasco Bergamaschi                 |                                            |
| 1936     | 11ª                         | Rieti                    | Terminillo          | Individuale    | 20                               | Giuseppe Olmo                     | Gino Bartali                               |
| 15ª-2ª   | Padova                      | Venezia                  | Individuale         | 39,5           | Giuseppe Olmo                    | Gino Bartali                      |                                            |
| 1937     | 5ª-1ª                       | Viareggio                | Marina di Massa     | A squadre      | 60                               | Legnano                           | Gino Bartali                               |
| 8ª-1ª    | Rieti                       | Terminillo               | Individuale         | 20             | Gino Bartali                     | Gino Bartali                      |                                            |
| 1938     | 7ª-1ª                       | Rieti                    | Terminillo          | Individuale    | 19,8                             | Giovanni Valetti                  | Cesare Del Cancia                          |
| 1939     | 6ª-2ª                       | Rieti                    | Terminillo          | Individuale    | 14                               | Giovanni Valetti                  | Cino Cinelli                               |
| 13ª      | Trieste                     | Gorizia                  | Individuale         | 39,8           | Giovanni Valetti                 | Giovanni Valetti                  |                                            |
| 1940     | Nessuna cronometro          |                          |                     |                |                                  |                                   |                                            |
| 1946     | 4ª-1ª                       | Montecatini Terme        | Prato               | Individuale    | 40                               | Antonio Bevilacqua                | Antonio Bevilacqua                         |
| 1947     | Nessuna cronometro          |                          |                     |                |                                  |                                   |                                            |
| 1948     |                             |                          |                     |                |                                  |                                   |                                            |
| 1949     | 18ª                         | Pinerolo                 | Torino              | Individuale    | 65                               | Antonio Bevilacqua                | Fausto Coppi                               |
| 1950     | Nessuna cronometro          |                          |                     |                |                                  |                                   |                                            |
| 1951     | 6ª                          | Perugia                  | Terni               | Individuale    | 81                               | Fausto Coppi                      | Fritz Schär                                |
| 12ª      | Rimini                      | Città di San Marino      | Individuale         | 24             | Giancarlo Astrua                 | Giancarlo Astrua                  |                                            |
| 1952     | 5ª                          | Roma                     | Rocca di Papa       | Individuale    | 35                               | Fausto Coppi                      | Giancarlo Astrua                           |
| 14ª      | Erba                        | Como                     | Individuale         | 65             | Fausto Coppi                     | Fausto Coppi                      |                                            |
| 1953     | 8ª                          | Grosseto                 | Follonica           | Individuale    | 48                               | Hugo Koblet                       | Hugo Koblet                                |
| 11ª      | Aerautodromo di Modena      | Aerautodromo di Modena   | A squadre           | 30             | Bianchi-Pirelli                  | Hugo Koblet                       |                                            |
| 1954     | 1ª                          | Palermo                  | Palermo             | A squadre      | 36                               | Bianchi-Pirelli                   | Fausto Coppi                               |
| 15ª      | Gardone Riviera             | Riva del Garda           | Individuale         | 42             | Hugo Koblet                      | Carlo Clerici                     |                                            |
| 1955     | 6ª                          | Genova                   | Lido d'Albaro       | A squadre      | 18                               | Torpado-Ursus                     | Fiorenzo Magni                             |
| 15ª      | Pineta di Cervia            | Ravenna                  | Individuale         | 50             | Pasquale Fornara                 | Gastone Nencini                   |                                            |
| 1956     | 3ª                          | Lido d'Albaro            | Lido d'Albaro       | A squadre      | 12                               | Leo-Chlorodont                    | Vincenzo Zucconelli                        |
| 7ª       | Città di San Marino         | Città di San Marino      | Individuale         | 13             | Jan Nolten                       | Alessandro Fantini                |                                            |
| 14ª      | Livorno                     | Lucca                    | Individuale         | 54             | Pasquale Fornara                 | Pasquale Fornara                  |                                            |
| 16ª      | Bologna                     | Madonna di San Luca      | Individuale         | 2,45           | Charly Gaul                      | Pasquale Fornara                  |                                            |
| 1957     | 2ª                          | Verona                   | Bosco Chiesanuova   | Individuale    | 28                               | Charly Gaul                       | Charly Gaul                                |
| 12ª      | Montecatini Terme           | Forte dei Marmi          | Individuale         | 58             | Ercole Baldini                   | Louison Bobet                     |                                            |
| 1958     | 2ª                          | Varese                   | Comerio             | Individuale    | 26                               | Ercole Baldini                    | Ercole Baldini                             |
| 8ª       | Viareggio                   | Viareggio                | Individuale         | 59,1           | Ercole Baldini                   | Giovanni Pettinati                |                                            |
| 14ª      | Città di San Marino         | Città di San Marino      | Individuale         | 12             | Charly Gaul                      | Agostino Coletto                  |                                            |
| 1959     | 2ª                          | Salsomaggiore Terme      | Salsomaggiore Terme | Individuale    | 22                               | Jacques Anquetil                  | Jacques Anquetil                           |
| 7ª       | Ercolano                    | Monte Vesuvio            | Individuale         | 8              | Charly Gaul                      | Charly Gaul                       |                                            |
| 8ª       | Isola d'Ischia              | Isola d'Ischia           | Individuale         | 31             | Antonino Catalano                | Charly Gaul                       |                                            |
| 19ª      | Torino                      | Susa                     | Individuale         | 51             | Jacques Anquetil                 | Jacques Anquetil                  |                                            |
| 1960     | 2ª                          | Sorrento                 | Sorrento            | Individuale    | 25                               | Romeo Venturelli                  | Romeo Venturelli                           |
| 7ª-1ª    | Igea Marina                 | Igea Marina              | Individuale         | 5              | Miguel Poblet                    | Jos Hoevenaers                    |                                            |
| 9ª-2ª    | Carrara                     | Cave di Carrara          | Individuale         | 2,2            | Jacques Anquetil Miguel Poblet   | Jos Hoevenaers                    |                                            |
| 1961     | 9ª                          | Castellana Grotte        | Bari                | Individuale    | 53                               | Jacques Anquetil                  | Guillaume Van Tongerloo                    |
| 1962     | Nessuna cronometro          |                          |                     |                |                                  |                                   |                                            |
| 1963     | 16ª                         | Treviso                  | Treviso             | Individuale    | 56                               | Vittorio Adorni                   | Diego Ronchini                             |
| 1964     | 5ª                          | Parma                    | Busseto             | Individuale    | 50                               | Jacques Anquetil                  | Jacques Anquetil                           |
| 1965     | 13ª                         | Catania                  | Taormina            | Individuale    | 50                               | Vittorio Adorni                   | Vittorio Adorni                            |
| 1966     | 13ª                         | Parma                    | Parma               | Individuale    | 46                               | Vittorio Adorni                   | Vittorio Adorni                            |
| 1967     | 16ª                         | Mantova                  | Verona              | Individuale    | 45                               | Ole Ritter                        | Jacques Anquetil                           |
| 1968     | prol                        | Campione d'Italia        | Campione d'Italia   | Individuale    | 5,7                              | Charly Grosskost                  | Charly Grosskost                           |
| 16ª      | Cesenatico                  | Città di San Marino      | Individuale         | 49,3           | Felice Gimondi                   | Eddy Merckx                       |                                            |
| 1969     | 4ª                          | Montecatini Terme        | Montecatini Terme   | Individuale    | 21                               | Eddy Merckx                       | Giancarlo Polidori                         |
| 15ª      | Cesenatico                  | Città di San Marino      | Individuale         | 49,3           | Eddy Merckx                      | Eddy Merckx                       |                                            |
| 1970     | 9ª                          | Bassano del Grappa       | Treviso             | Individuale    | 56                               | Eddy Merckx                       | Eddy Merckx                                |
| 1971     | prol.                       | Lecce                    | Brindisi            | Cronostaffetta | 62,2                             | Salvarani                         | -                                          |
| 12ª      | Desenzano del Garda         | Serniga di Salò          | Individuale         | 28             | Davide Boifava                   | Claudio Michelotto                |                                            |
| 20ª-2ª   | Lainate                     | Milano                   | Individuale         | 20             | Ole Ritter                       | Gösta Pettersson                  |                                            |
| 1972     | 12ª-1ª                      | Forte dei Marmi          | Forte dei Marmi     | Individuale    | 20                               | Eddy Merckx                       | Eddy Merckx                                |
| 12ª-2ª   | Forte dei Marmi             | Forte dei Marmi          | Individuale         | 20             | Roger Swerts                     | Eddy Merckx                       |                                            |
| 19ª-2ª   | Arco                        | Arco                     | Individuale         | 18             | Eddy Merckx                      | Eddy Merckx                       |                                            |
| 1973     | Prol.                       | Verviers                 | Verviers            | A coppie       | 5                                | Eddy Merckx Roger Swerts          | Eddy Merckx Roger Swerts                   |
| 16ª      | Forte dei Marmi             | Forte dei Marmi          | Individuale         | 37             | Felice Gimondi                   | Eddy Merckx                       |                                            |
| 1974     | 12ª                         | Forte dei Marmi          | Forte dei Marmi     | Individuale    | 40                               | Eddy Merckx                       | José Manuel Fuente                         |
| 1975     | 13ª                         | Forte dei Marmi          | Forte dei Marmi     | Individuale    | 38                               | Giovanni Battaglin                | Giovanni Battaglin                         |
| 14ª      | Il Ciocco                   | Il Ciocco                | Individuale         | 13             | Fausto Bertoglio                 | Fausto Bertoglio                  |                                            |
| 1976     | 7ª                          | Ostuni                   | Ostuni              | Individuale    | 37                               | Francesco Moser                   | Francesco Moser                            |
| 22ª-1ª   | Arcore                      | Arcore                   | Individuale         | 28             | Joseph Bruyère                   | Felice Gimondi                    |                                            |
| 1977     | prol.                       | Bacoli                   | Monte di Procida    | Individuale    | 7                                | Freddy Maertens                   | Freddy Maertens                            |
| 9ª       | Lucca                       | Pisa                     | Individuale         | 25             | Knut Knudsen                     | Francesco Moser                   |                                            |
| 21ª      | Binago                      | Binago                   | Individuale         | 29             | Michel Pollentier                | Michel Pollentier                 |                                            |
| 1978     | prol.                       | Saint-Vincent            | Saint-Vincent       | Individuale    | 2                                | Dietrich Thurau                   | -                                          |
| 4ª       | Larciano                    | Pistoia                  | Individuale         | 25             | Dietrich Thurau                  | Johan De Muynck                   |                                            |
| 14ª      | Venezia                     | Venezia                  | Individuale         | 12             | Francesco Moser                  | Johan De Muynck                   |                                            |
| 16ª      | Mazzin                      | Cavalese                 | Individuale         | 48             | Francesco Moser                  | Johan De Muynck                   |                                            |
| 1979     | prol.                       | Firenze                  | Firenze             | Individuale    | 8                                | Francesco Moser                   | Francesco Moser                            |
| 3ª       | Caserta                     | Napoli                   | Individuale         | 31             | Francesco Moser                  | Francesco Moser                   |                                            |
| 8ª       | Rimini                      | Città di San Marino      | Individuale         | 28             | Giuseppe Saronni                 | Giuseppe Saronni                  |                                            |
| 10ª      | Lerici                      | Portovenere              | Individuale         | 25             | Knut Knudsen                     | Giuseppe Saronni                  |                                            |
| 19ª      | Cesano Maderno              | Milano                   | Individuale         | 44             | Giuseppe Saronni                 | Giuseppe Saronni                  |                                            |
| 1980     | prol.                       | Genova                   | Genova              | Individuale    | 7                                | Francesco Moser                   | Francesco Moser                            |
| 5ª       | Pontedera                   | Pisa                     | Individuale         | 36             | Jørgen Marcussen                 | Bernard Hinault                   |                                            |
| 21ª      | Saronno                     | Turbigo                  | Individuale         | 50             | Giuseppe Saronni                 | Bernard Hinault                   |                                            |
| 1981     | prol.                       | Trieste                  | Trieste             | Individuale    | 6,6                              | Knut Knudsen                      | Knut Knudsen                               |
| 1ª-2ª    | Lignano Sabbiadoro          | Bibione                  | A squadre           | 15             | Hoonved-Bottecchia               | Francesco Moser                   |                                            |
| 13ª      | Empoli                      | Montecatini Terme        | Individuale         | 35             | Knut Knudsen                     | Roberto Visentini                 |                                            |
| 22ª      | Soave                       | Verona                   | Individuale         | 42             | Knut Knudsen                     | Giovanni Battaglin                |                                            |
| 1982     | prol.                       | Milano                   | Milano              | A squadre      | 16                               | Renault-Elf-Gitane                | Bernard Hinault                            |
| 3ª       | Perugia                     | Assisi                   | Individuale         | 37             | Bernard Hinault                  | Bernard Hinault                   |                                            |
| 22ª      | Pinerolo                    | Torino                   | Individuale         | 42,5           | Bernard Hinault                  | Bernard Hinault                   |                                            |
| 1983     | prol.                       | Brescia                  | Brescia             | Individuale    | Tappa annullata                  |                                   |                                            |
| 1ª       | Brescia                     | Mantova                  | A squadre           | 70             | Bianchi-Piaggio                  | Tommy Prim                        |                                            |
| 13ª      | Reggio Emilia               | Parma                    | Individuale         | 38             | Giuseppe Saronni                 | Giuseppe Saronni                  |                                            |
| 22ª      | Gorizia                     | Udine                    | Individuale         | 40             | Roberto Visentini                | Giuseppe Saronni                  |                                            |
| 1984     | prol.                       | Lucca                    | Lucca               | Individuale    | 5                                | Francesco Moser                   | Francesco Moser                            |
| 1ª       | Lucca                       | Marina di Pietrasanta    | A squadre           | 55             | Renault-Elf                      | Laurent Fignon                    |                                            |
| 15ª      | Certosa di Pavia            | Milano                   | Individuale         | 38             | Francesco Moser                  | Francesco Moser                   |                                            |
| 22ª      | Soave                       | Verona                   | Individuale         | 42             | Francesco Moser                  | Francesco Moser                   |                                            |
| 1985     | prol.                       | Verona                   | Verona              | Individuale    | 6,6                              | Francesco Moser                   | Francesco Moser                            |
| 2ª       | Busto Arsizio               | Milano                   | A squadre           | 38             | Del Tongo-Colnago                | Giuseppe Saronni                  |                                            |
| 12ª      | Capua                       | Maddaloni                | Individuale         | 38             | Bernard Hinault                  | Bernard Hinault                   |                                            |
| 22ª      | Lido di Camaiore            | Lucca                    | Individuale         | 48             | Francesco Moser                  | Bernard Hinault                   |                                            |
| 1986     | prol.                       | Palermo                  | Palermo             | Individuale    | 1                                | Urs Freuler                       | Urs Freuler                                |
| 3ª       | Catania                     | Taormina                 | A squadre           | 50             | Del Tongo-Colnago                | Giuseppe Saronni                  |                                            |
| 12ª      | Sinalunga                   | Siena                    | Individuale         | 46             | Lech Piasecki                    | Giuseppe Saronni                  |                                            |
| 18ª      | Piacenza                    | Cremona                  | Individuale         | 36             | Francesco Moser                  | Roberto Visentini                 |                                            |
| 1987     | prol.                       | Sanremo                  | Sanremo             | Individuale    | 4                                | Roberto Visentini                 | Roberto Visentini                          |
| 1ª-2ª    | Poggio                      | Sanremo                  | Individuale         | 8              | Stephen Roche                    | Erik Breukink                     |                                            |
| 3ª       | Lerici                      | Lido di Camaiore         | A squadre           | 43             | Carrera-Vagabond                 | Stephen Roche                     |                                            |
| 13ª      | Rimini                      | Città di San Marino      | Individuale         | 46             | Roberto Visentini                | Roberto Visentini                 |                                            |
| 22ª      | Aosta                       | Saint-Vincent            | Individuale         | 32             | Stephen Roche                    | Stephen Roche                     |                                            |
| 1988     | 1ª                          | Urbino                   | Urbino              | Individuale    | 9                                | Jean-François Bernard             | Jean-François Bernard                      |
| 4ª-2ª    | Rodi Garganico              | Vieste                   | A squadre           | 40             | Del Tongo-Colnago-Zanussi        | Massimo Podenzana                 |                                            |
| 18ª      | Levico Terme                | Vetriolo Terme           | Individuale         | 18             | Andrew Hampsten                  | Andrew Hampsten                   |                                            |
| 21ª-2ª   | Vittorio Veneto             | Vittorio Veneto          | Individuale         | 43             | Lech Piasecki                    | Andrew Hampsten                   |                                            |
| 1989     | 3ª                          | Villafranca Tirrena      | Messina             | A squadre      | 32,5                             | Ariostea                          | Silvano Contini                            |
| 10ª      | Pesaro                      | Riccione                 | Individuale         | 36,8           | Lech Piasecki                    | Erik Breukink                     |                                            |
| 18ª      | Mendrisio                   | Monte Generoso           | Individuale         | 10,7           | Luis Herrera                     | Laurent Fignon                    |                                            |
| 22ª      | Prato                       | Firenze                  | Individuale         | 53,8           | Lech Piasecki                    | Laurent Fignon                    |                                            |
| 1990     | 1ª                          | Bari                     | Bari                | Individuale    | 13                               | Gianni Bugno                      | Gianni Bugno                               |
| 10ª      | Grinzane Cavour             | Cuneo                    | Individuale         | 68             | Luca Gelfi                       | Gianni Bugno                      |                                            |
| 19ª      | Gallarate                   | Sacro Monte di Varese    | Individuale         | 39             | Gianni Bugno                     | Gianni Bugno                      |                                            |
| 1991     | 2ª-2ª                       | Sassari                  | Sassari             | Individuale    | 7                                | Gianluca Pierobon                 | Franco Chioccioli                          |
| 10ª      | Collecchio                  | Langhirano               | Individuale         | 43             | Gianni Bugno                     | Franco Chioccioli                 |                                            |
| 20ª      | Broni                       | Casteggio                | Individuale         | 66             | Franco Chioccioli                | Franco Chioccioli                 |                                            |
| 1992     | 1ª                          | Genova                   | Genova              | Individuale    | 8                                | Thierry Marie                     | Thierry Marie                              |
| 4ª       | Arezzo                      | Sansepolcro              | Individuale         | 38             | Miguel Indurain                  | Miguel Indurain                   |                                            |
| 22ª      | Vigevano                    | Milano                   | Individuale         | 66             | Miguel Indurain                  | Miguel Indurain                   |                                            |
| 1993     | 1ª-2ª                       | Portoferraio             | Portoferraio        | Individuale    | 9                                | Maurizio Fondriest                | Moreno Argentin                            |
| 10ª      | Senigallia                  | Senigallia               | Individuale         | 28             | Miguel Indurain                  | Miguel Indurain                   |                                            |
| 19ª      | Pinerolo                    | Sestriere                | Individuale         | 55             | Miguel Indurain                  | Miguel Indurain                   |                                            |
| 1994     | 1ª-2ª                       | Bologna                  | Bologna             | Individuale    | 7                                | Armand de Las Cuevas              | Armand de Las Cuevas                       |
| 8ª       | Grosseto                    | Follonica                | Individuale         | 44             | Evgenij Berzin                   | Evgenij Berzin                    |                                            |
| 18ª      | Chiavari                    | Passo del Bocco          | Individuale         | 35             | Evgenij Berzin                   | Evgenij Berzin                    |                                            |
| 1995     | 2ª                          | Foligno                  | Assisi              | Individuale    | 19                               | Tony Rominger                     | Tony Rominger                              |
| 10ª      | Telese Terme                | Maddaloni                | Individuale         | 42             | Tony Rominger                    | Tony Rominger                     |                                            |
| 17ª      | Cenate Sotto                | Selvino                  | Individuale         | 43             | Tony Rominger                    | Tony Rominger                     |                                            |
| 1996     | 19ª                         | Vicenza                  | Marostica           | Individuale    | 62                               | Evgenij Berzin                    | Pavel Tonkov                               |
| 1997     | 3ª                          | Santarcangelo di Romagna | Città di San Marino | Individuale    | 18                               | Pavel Tonkov                      | Pavel Tonkov                               |
| 18ª      | Baselga di Piné             | Cavalese                 | Individuale         | 40             | Serhij Hončar                    | Ivan Gotti                        |                                            |
| 1998     | prol.                       | Nizza                    | Nizza               | Individuale    | 7                                | Alex Zülle                        | Alex Zülle                                 |
| 15ª      | Trieste                     | Trieste                  | Individuale         | 40             | Alex Zülle                       | Alex Zülle                        |                                            |
| 21ª      | Mendrisio                   | Lugano                   | Individuale         | 34             | Serhij Hončar                    | Marco Pantani                     |                                            |
| 1999     | 9ª                          | Ancona                   | Ancona              | Individuale    | 32                               | Laurent Jalabert                  | Laurent Jalabert                           |
| 18ª      | Treviso                     | Treviso                  | Individuale         | 45             | Serhij Hončar                    | Marco Pantani                     |                                            |
| 2000     | prol.                       | Roma                     | Roma                | Individuale    | 4,6                              | Jan Hruška                        | Jan Hruška                                 |
| 11ª      | Lignano Sabbiadoro          | Bibione                  | Individuale         | 45             | Víctor Hugo Peña                 | Francesco Casagrande              |                                            |
| 20ª      | Briançon                    | Sestriere                | Individuale         | 32             | Jan Hruška                       | Stefano Garzelli                  |                                            |
| 2001     | prol.                       | Montesilvano             | Pescara             | Individuale    | 7,6                              | Rik Verbrugghe                    | Rik Verbrugghe                             |
| 15ª      | Sirmione                    | Salò                     | Individuale         | 55,5           | Dario Frigo                      | Gilberto Simoni                   |                                            |
| 2002     | prol.                       | Groninga                 | Groninga            | Individuale    | 6,5                              | Juan Carlos Domínguez             | Juan Carlos Domínguez                      |
| 14ª      | Numana                      | Numana                   | Individuale         | 30,3           | Tyler Hamilton                   | Jens Heppner                      |                                            |
| 19ª      | Cambiago                    | Monticello Brianza       | Individuale         | 46             | Aitor González                   | Paolo Savoldelli                  |                                            |
| 2003     | 15ª                         | Merano                   | Bolzano             | Individuale    | 42,5                             | Aitor González                    | Gilberto Simoni                            |
| 21ª      | Milano                      | Milano                   | Individuale         | 33             | Serhij Hončar                    | Gilberto Simoni                   |                                            |
| 2004     | prol.                       | Genova                   | Genova              | Individuale    | 6,9                              | Bradley McGee                     | Bradley McGee                              |
| 13ª      | Trieste                     | Trieste                  | Individuale         | 52             | Serhij Hončar                    | Jaroslav Popovyč                  |                                            |
| 2005     | prol.                       | Reggio Calabria          | Reggio Calabria     | Individuale    | 1,1                              | Brett Lancaster                   | Brett Lancaster                            |
| 8ª       | Lamporecchio                | Firenze                  | Individuale         | 45             | David Zabriskie                  | Danilo Di Luca                    |                                            |
| 18ª      | Chieri                      | Torino                   | Individuale         | 34             | Ivan Basso                       | Paolo Savoldelli                  |                                            |
| 2006     | 1ª                          | Seraing                  | Seraing             | Individuale    | 6,2                              | Paolo Savoldelli                  | Paolo Savoldelli                           |
| 5ª       | Piacenza                    | Cremona                  | A squadre           | 38             | Team CSC                         | Serhij Hončar                     |                                            |
| 11ª      | Pontedera                   | Pontedera                | Individuale         | 50             | Jan Ullrich Ivan Basso           | Ivan Basso                        |                                            |
| 2007     | 1ª                          | Caprera                  | La Maddalena        | A squadre      | 25,6                             | Liquigas                          | Enrico Gasparotto                          |
| 13ª      | Biella                      | Santuario di Oropa       | Individuale         | 12,6           | Marzio Bruseghin                 | Danilo Di Luca                    |                                            |
| 20ª      | Bardolino                   | Verona                   | Individuale         | 43             | Paolo Savoldelli                 | Danilo Di Luca                    |                                            |
| 2008     | 1ª                          | Palermo                  | Palermo             | A squadre      | 23,6                             | Team Slipstream-Chipotle          | Christian Vande Velde                      |
| 10ª      | Pesaro                      | Urbino                   | Individuale         | 39,4           | Marzio Bruseghin                 | Giovanni Visconti                 |                                            |
| 16ª      | San Vigilio di Marebbe      | Plan de Corones          | Individuale         | 12,9           | Franco Pellizotti                | Alberto Contador                  |                                            |
| 21ª      | Cesano Maderno              | Milano                   | Individuale         | 28,5           | Marco Pinotti                    | Alberto Contador                  |                                            |
| 2009     | 1ª                          | Lido di Venezia          | Lido di Venezia     | A squadre      | 20,5                             | Team Columbia-High Road           | Mark Cavendish                             |
| 12ª      | Sestri Levante              | Riomaggiore              | Individuale         | 60,6           | Denis Men'šov                    | Denis Men'šov                     |                                            |
| 21ª      | Roma                        | Roma                     | Individuale         | 14,4           | Ignatas Konovalovas              | Denis Men'šov                     |                                            |
| 2010     | 1ª                          | Amsterdam                | Amsterdam           | Individuale    | 8,4                              | Bradley Wiggins                   | Bradley Wiggins                            |
| 4ª       | Savigliano                  | Cuneo                    | A squadre           | 33             | Liquigas-Doimo                   | Vincenzo Nibali                   |                                            |
| 16ª      | San Vigilio di Marebbe      | Plan de Corones          | Individuale         | 12,9           | Stefano Garzelli                 | David Arroyo                      |                                            |
| 21ª      | Verona                      | Verona                   | Individuale         | 15,3           | Gustav Larsson                   | Ivan Basso                        |                                            |
| 2011     | 1ª                          | Venaria Reale            | Torino              | A squadre      | 19,3                             | HTC-Highroad                      | Marco Pinotti                              |
| 16ª      | Belluno                     | Nevegal                  | Individuale         | 12,7           | Alberto Contador Vincenzo Nibali | Alberto Contador Michele Scarponi |                                            |
| 21ª      | Milano                      | Milano                   | Individuale         | 26             | David Millar                     | Alberto Contador Michele Scarponi |                                            |
| 2012     | 1ª                          | Herning                  | Herning             | Individuale    | 8,7                              | Taylor Phinney                    | Taylor Phinney                             |
| 4ª       | Verona                      | Verona                   | A squadre           | 33,2           | Team Garmin-Barracuda            | Ramūnas Navardauskas              |                                            |
| 21ª      | Milano                      | Milano                   | Individuale         | 28,2           | Marco Pinotti                    | Ryder Hesjedal                    |                                            |
| 2013     | 2ª                          | Ischia Porto             | Forio               | A squadre      | 17,4                             | Sky Procycling                    | Salvatore Puccio                           |
| 8ª       | Gabicce Mare                | Saltara                  | Individuale         | 54,8           | Alex Dowsett                     | Vincenzo Nibali                   |                                            |
| 18ª      | Mori                        | Polsa                    | Individuale         | 20,6           | Vincenzo Nibali                  | Vincenzo Nibali                   |                                            |
| 2014     | 1ª                          | Belfast                  | Belfast             | A squadre      | 21,7                             | Orica-GreenEDGE                   | Svein Tuft                                 |
| 12ª      | Barbaresco                  | Barolo                   | Individuale         | 42             | Rigoberto Urán                   | Rigoberto Urán                    |                                            |
| 19ª      | Bassano del Grappa          | Cima Grappa              | Individuale         | 26,8           | Nairo Quintana                   | Nairo Quintana                    |                                            |
| 2015     | 1ª                          | San Lorenzo al Mare      | Sanremo             | A squadre      | 17,6                             | Orica-GreenEDGE                   | Simon Gerrans                              |
| 14ª      | Treviso                     | Valdobbiadene            | Individuale         | 59,4           | Vasil' Kiryenka                  | Alberto Contador                  |                                            |
| 2016     | 1ª                          | Apeldoorn                | Apeldoorn           | Individuale    | 9,8                              | Tom Dumoulin                      | Tom Dumoulin                               |
| 9ª       | Radda in Chianti            | Greve in Chianti         | Individuale         | 40,5           | Primož Roglič                    | Gianluca Brambilla                |                                            |
| 15ª      | Castelrotto                 | Alpe di Siusi            | Individuale         | 10,8           | Aleksandr Foliforov              | Steven Kruijswijk                 |                                            |
| 2017     | 10ª                         | Foligno                  | Montefalco          | Individuale    | 39,8                             | Tom Dumoulin                      | Tom Dumoulin                               |
| 21ª      | Monza (Autodromo Nazionale) | Milano                   | Individuale         | 29,3           | Jos van Emden                    | Tom Dumoulin                      |                                            |
| 2018     | 1ª                          | Gerusalemme              | Gerusalemme         | Individuale    | 9,7                              | Tom Dumoulin                      | Tom Dumoulin                               |
| 16ª      | Trento                      | Rovereto                 | Individuale         | 34,2           | Rohan Dennis                     | Simon Yates                       |                                            |
| 2019     | 1ª                          | Bologna                  | Bologna (San Luca)  | Individuale    | 8                                | Primož Roglič                     | Primož Roglič                              |
| 9ª       | Riccione                    | Città di San Marino      | Individuale         | 34,8           | Primož Roglič                    | Valerio Conti                     |                                            |
| 21ª      | Verona                      | Verona                   | Individuale         | 17             | Chad Haga                        | Richard Carapaz                   |                                            |
| 2020     | 1ª                          | Monreale                 | Palermo             | Individuale    | 15,1                             | Filippo Ganna                     | Filippo Ganna                              |
| 14ª      | Conegliano                  | Valdobbiadene            | Individuale         | 34,1           | Filippo Ganna                    | João Almeida                      |                                            |
| 21ª      | Cernusco sul Naviglio       | Milano                   | Individuale         | 15,7           | Filippo Ganna                    | Tao Geoghegan Hart                |                                            |
| 2021     | 1ª                          | Torino                   | Torino              | Individuale    | 8,6                              | Filippo Ganna                     | Filippo Ganna                              |
| 21ª      | Senago                      | Milano                   | Individuale         | 30,3           | Filippo Ganna                    | Egan Bernal                       |                                            |
| 2022     | 2ª                          | Budapest                 | Budapest            | Individuale    | 9,2                              | Simon Yates                       | Mathieu van der Poel                       |
| 21ª      | Verona                      | Verona                   | Individuale         | 17,4           | Matteo Sobrero                   | Jai Hindley                       |                                            |
| 2023     | 1ª                          | Fossacesia Marina        | Ortona              | Individuale    | 19,6                             | Remco Evenepoel                   | Remco Evenepoel                            |
| 9ª       | Savignano sul Rubicone      | Cesena                   | Individuale         | 35             | Remco Evenepoel                  | Remco Evenepoel                   |                                            |
| 20ª      | Tarvisio                    | Monte Lussari            | Individuale         | 18,6           | Primož Roglič                    | Primož Roglič                     |                                            |
| 2024     | 7ª                          | Foligno                  | Perugia             | Individuale    | 40,6                             | Tadej Pogačar                     | Tadej Pogačar                              |
| 14ª      | Castiglione delle Stiviere  | Desenzano del Garda      | Individuale         | 31,2           | Filippo Ganna                    | Tadej Pogačar                     |                                            |

## Statistiche
- Cronometro più lunga: Perugia-Terni, 81 km (6ª tappa del Giro d'Italia 1951);
- Cronometro più corta: Palermo-Palermo, 1 km (prologo del Giro d'Italia 1986);
- Località con il maggior numero di partenze: Verona (6);
- Località con il maggior numero di arrivi: Milano (13);
- Località con il maggior numero di sedi (arrivo e partenze): Milano (17);
- Località straniera con il maggior numero di sedi (arrivo e partenze): Città di San Marino (11);
- Ciclista con il maggior numero di vittorie: Francesco Moser (12 vittorie);